# 英国组曲
《英国组曲》（The English Suites）是由德国作曲家约翰·塞巴斯蒂安·巴赫为大键琴（或击弦键琴）创作的六部组曲，并被一般认为是巴赫创作的19部键盘组曲中最早的一部。

## 历史
这六部键盘组曲被认为是除去巴赫年轻时期创作的各种各样的作品以外其最早创作的组曲。起初，它们的创作日期被认为是在1718年至1720年间，但更多最近的研究表明创作日期可能更早，大约在1715年巴赫住在魏玛时。

## 分析
- A大调第一號英国组曲，作品號BWV 806

序曲，阿勒芒德，库朗特 I，库朗特 II，Double I，Double II，萨拉班德，布雷舞曲 I，布雷舞曲 II，基格
- A小调第二號英国组曲，作品號BWV 807
- G小调第三號英国组曲，作品號BWV 808
- F大调第四號英国组曲，作品號BWV 809
- E小调第五號英国组曲，作品號BWV 810
- D小调第六號英国组曲，作品號BWV 811

## 外部連結
- 巴赫《英国组曲》：国际乐谱典藏计划上的乐谱